# Anne Wallis de Vries
 (janvier 2019).
Si vous disposez d'ouvrages ou d'articles de référence ou si vous connaissez des sites web de qualité traitant du thème abordé ici, merci de compléter l'article en donnant les références utiles à sa vérifiabilité et en les liant à la section « Notes et références ».
Anne Wallis de Vries, née le 17 août 1988 à Amsterdam,, est une actrice néerlandaise.

## Filmographie

### Cinéma et téléfilms
- 2007 : Timboektoe (nl) : Anouk
- 2009-2010 : SpangaS : Tessel Albedo
- 2010 : Perdu des Années : L'étudiante de l'Académie
- 2011 : Voor m'n zusje : Ilse
- 2012 : Mijn Marko : Priscilla
- 2013 : Quellen des Lebens : Rothaarige
- 2013 : Malaika (nl) : Esmee
- 2013 : Zusjes (nl) : Paulien
- 2014 : Danni Lowinski (nl) : Sylvie Vanvoren